# A.C. Delta Calcio Rovigo
Associazione Calcistica Delta Calcio Rovigo hay đơn giản là Delta Rovigo là một câu lạc bộ bóng đá Ý, có trụ sở tại Rovigo, Veneto. Câu lạc bộ hiện đang chơi ở Serie D / C.

## Lịch sử
Câu lạc bộ được thành lập năm 1999 với tên gọi U.S. Delta 2000, có trụ sở tại Porto Tolle, sau khi sáp nhập S.S. Carpano Cà Venier (thành lập năm 1966), A.C. Porto Tollese (thành lập năm 1966) và SS Polesine Camerini (thành lập năm 1971).
Đội được thăng hạng lên Serie D trong mùa 2010-11 sau khi một sự thăng tiến vượt bậc bắt đầu ở Prima Categoria trong mùa 1999-2000.
Vào mùa hè năm 2011, đội được đổi tên thành Unione Sportiva Dilettantistica Calcio Delta Porto Tolle vào năm 2013, Associazione Calcistica Delta Porto Tolle.
Trong mùa giải 2012-13 đội đã được thăng hạng lên Lega Pro Seconda Divisione, nhưng trong mùa giải tiếp theo, đội đã bị rớt xuống Serie D
Vào mùa hè 2014, đội chuyển đến Rovigo và được đổi tên thành Associazione Calcio Delta Porto Tolle Rovigo.
Vào mùa hè 2015, đội được đổi tên thành Associazione Calcistica Delta Calcio Rovigo.

## Màu sắc và huy hiệu
Màu sắc của đội là xanh và trắng.